# Zborov nad Bystricou
Zborov nad Bystricou (allemand : Sborau an der Bistritz), est un village de Slovaquie situé dans la région de Žilina.

## Histoire
Première mention écrite du village en 1662.

## Démographie

### Évolution de la population
| Année:               | 1994. | 2004.   | 2014.   | 2024.   |
| -------------------- | ----- | ------- | ------- | ------- |
| Nombre de personnes: | 2137  | 2282    | 2253    | 2137    |
| Différence:          |       | +6,78 % | -1,27 % | -5,14 % |

| Année:               | 2023. | 2024.   |
| -------------------- | ----- | ------- |
| Nombre de personnes: | 2142  | 2137    |
| Différence:          |       | -0,23 % |